# George O. Gore II
George O. Gore II (* 15. Dezember 1982 in Fort Washington, Maryland) ist ein US-amerikanischer Filmschauspieler und Filmregisseur.

## Kurzbiografie
Gore stand bereits im Alter von vier Jahren vor der Kamera, als er in einigen lokalen Werbespots auftrat. 1992 folgte sein Filmdebüt in dem Ghetto-Thriller Juice. Weitere Film- und Fernsehrollen schlossen sich an. 2001 wurde er auch international bekannt durch seine Rolle als Michael Kyle Jr. in der Sitcom What's Up, Dad?.
Ursprünglich plante Gore eine berufliche Laufbahn als Investmentbanker, gab aber diesen Wunschberuf zugunsten seiner Tätigkeit im Showgeschäft auf, in dem er zukünftig auch als Filmregisseur und -produzent arbeiten will. Bei What's Up, Dad? führte er bei zwei Episoden auch Regie.

## Filmografie (Auswahl)

### Spielfilme
- 1992: Juice – City-War (Juice)
- 1996: Eddie
- 1997: Im Auftrag des Teufels (The Devil’s Advocate)
- 1999: Freunde bis zum Tod (The Bumblebee Flies Anyway)
- 2009: Dance Flick – Der allerletzte Tanzfilm (Dance Flick)

### Fernsehserien
- 1994–1998: New York Undercover
- 1996: Law & Order
- 1998: Ein Hauch von Himmel (Touched by an Angel)
- 2001: The Nightmare Room
- 2001–2005: What’s Up, Dad? (My Wife and Kids)

### Fernsehfilme
- 2006: Thugaboo: Sneaker Madness (nur Stimme)
- 2006: Thugaboo: A Miracle on D-Roc's Street (nur Stimme)

## Auszeichnungen
- 1996: NAACP Image Awards: Nominiert Bester Jungschauspieler in New York Undercover
- 1997: NAACP Image Awards: Nominiert Bester Jungschauspieler in New York Undercover
- 1997: Young Artist Awards: Nominiert Bester Schauspieler in einer Dramaserie in New York Undercover
- 1998: NAACP Image Awards: Nominiert Bester Jungschauspieler in New York Undercover
- 1998: YoungStar Awards: Nominiert Bester Jungschauspieler in einer Dramaserie in New York Undercover
- 2003: Young Artist Awards: Nominiert Bestes Ensemble mit Jennifer Freeman und Parker McKenna Posey in What’s Up, Dad?
- 2004: NAACP Image Awards: Nominiert Bester Serien-Nebendarsteller – Comedy in What's Up, Dad?
- 2004: BET Awards: Nominiert: Bester Nebendarsteller in einer Comedyserie in What's Up, Dad?
- 2005: BET Awards: Nominiert: Beste Regie für eine Comedyserie in What's Up, Dad?